# Blackpaper
Blackpaper ist ein deutschsprachiges digitales Lifestylemagazin aus der Schweiz. Das Magazin wird von einem 10-köpfigen Team erstellt und arbeitet mit international bekannten Fotografen für Editorials zusammen. Blackpaper war zum Start das einzige digitale Lifestylemagazin in der Schweiz und erlangte dadurch seinen hohen Bekanntheitsgrad.

## Geschichte
Die erste Ausgabe erschien 2010 unter dem Projektnamen „Seventy Magazine“ und wurde wenige Monate später unter dem heutigen Namen publiziert. Im November 2011 versuchte das Magazin, sich als Printmedium zu etablieren, beliess es aber bei einer Ausgabe, der Grund dazu ist unbekannt, aber ziemlich sicher die Zeitschriftenkrise. Das Magazin wurde als erste Schweizer Printzeitschrift aus einer Community erarbeitet, die ohne feste Redaktion nur über das Internet kommunizierte, und erlangte so die Aufmerksamkeit der Medien. 2021 Seit 2021 existiert Blackpaper nicht mehr und hat sich aufgelöst.

## Erfolge
Auf dem Cover der Juni/Juli 2011 Ausgabe war das aus der Schweiz stammende Model Loulou von Brochwitz zu sehen. Seit Oktober 2011 ist Blackpaper das grösste digitale deutschsprachige Lifestylemagazin vor Teaser Magazin. Für die erste Printausgabe von 2011 entdeckte das Magazin das heute in der Schweiz bekannte und international erfolgreiche Model, Tamara Glauser.

## Inhalt und Konzept
Schwerpunkt des zweimonatlich erscheinenden Magazins sind inszenierte Fotostrecken bekannter Fotografen mit der neuesten Mode. Darüber hinaus sind in jeder Ausgabe mindestens der Styleguide, eine Produktpräsentation der internationalen Markenmode- und Kosmetikhersteller und weitere redaktionelle Beiträge enthalten. Zielgruppe ist die obere Mittelschicht.